# Giampiero Torda
Giampiero Torda (Rieti, 19 giugno 1957) è un ex cestista italiano.

## Carriera
Ha iniziato a giocare nella squadra di Rieti esordendo in prima squadra all'età di 17 anni.
Alto 180 cm, ha sempre ricoperto il ruolo di playmaker illustrandosi nella sua carriera non come grande realizzatore ma come ottimo orchestratore di gioco
Ha militato fino al 1979 nella squadra della sua città, nel 1979-80 è in forza al Banco di Roma in A2, nel 1980-81 a Brindisi, e poi a Roseto con cui conquisterà il passaggio in serie A2 dalla B. Infine, ha concluso la sua carriera con il ritorno a Rieti e con una parentesi a Teramo.